# Карлос Сааведра Ламас
 Карлос Сааведра Ламас (на испански: Carlos Saavedra Lamas) е аржентински политик, министър на правосъдието и общественото образование и министър на външните работи. Председател на Обществото на народите и мирен посредник в конфликта между Парагвай и Боливия. По негова инициатива се създава „Договор за предотвратяване на война чрез ненападение и помирение“, по-известен като пакт Сааведра Ламас от 1933 г. Удостоен е с Нобелова награда за мир за 1936 г.

## Произход и ранни години (1878 – 1906)
Роден е на 1 ноември 1878 година в Буенос Айрес, Аржентина, в семейството на Мариано Сааведра Сабалета и Луиса Ламас. Начално образование получава като частен ученик, след това учи в йезуитско училище и колежа „Лакордер“. През 1903 г. завършва университета в Буенос Айрес.
След продължително пътешествие в чужбина и обучение в Париж Сааведра Ламас става професор по право в университета в Ла Плата. По-късно е професор в университета в Буенос Айрес, където води курс по социология, преподава също политическа икономика и конституционно право в юридическо училище. Издава няколко книги за работническото законодателство, от което се интересува особено наред с международното право.

## Дипломатическа дейност (1906 – 1938)
С държавна дейност Ламас се заема през 1906 г., когато е назначен за директор на обществената кредитна служба. Една година по-късно става секретар на общината в Буенос Айрес, а през 1908 е избран за първи път за народен представител. През 1915 е назначен е за министър на правосъдието и общественото образование. През следващите години е неофициален съветник на законодателната камара и министър на външните работи. През 1927 г. е делегат на Международния конгрес на юристите в Рио де Жанейро, а през 1928 г. председателства Международната конференция на труда в Женева.
През 1932 г. генерал Агустин Педро Хусто, който става президент на Аржентина след две години революционно управление, назначава Сааведра Ламас за министър на външните работи. Скоро след това Боливия и Парагвай започват война за Чако – територия, която е спорна от 1825 г., когато настъпва краят на испанското господство в Боливия. Територията е заселвана постепенно от Парагвай при пълното безразличие от страна на Боливия, но с откриването на нефтените находища в Андите страната започва да се нуждае от излаз на море за транспортирането на нефта. Боливия губи достъпа си до Тихия океан след войната с Чили през 1884 г., затова разчита на излаз до Атлантическия океан по река Парагвай, която тече през Чако. Парагвай отказва да освободи усвоените земи и между двете държави през 1928 г. избухва война. Прекратяването на огъня е постигнато доста бързо и започват продължителни преговори. В средата на 1932 г. военните действия се възобновяват, броят на жертвите надхвърля 100 хиляди (война за Гран Чако).
След неуспеха в преговорите Сааведра Ламас прави опит да приключи с конфликта и едновременно с това да засили влиянието на своята страна на международната арена. През 1932 г. той формулира Декларацията от 3 август, която призовава страните от Америка да не признават промяната на границите по военен път. Сааведра Ламас предлага проект за Южноамерикански антивоенен пакт, виждайки в него надеждно средство за предотвратяване на войните.
Документът на Сааведра Ламас е съставен под влиянието на пакта Бриан-Келог (наречен в чест на Аристид Бриан и Франк Келог) и доктрината Стимсън (обнародвана през 1932 г. от държавния секретар на САЩ Хенри Стимсън). Както пактът Бриан-Келог, така и пактът на Сааведра Ламас призовава за отказ от агресивни войни. Подобно на доктрината Стимсън, той иска де не се признават насилствените промени на границите, но като прави още една крачка, призовава невоюващите страни да оказват натиск върху агресивните държави и да се разработи механизъм за умиротворяване. Към края на 1933 г. всички американски държави подписват пакта, но това не предотвратява войната за Чако.
Като продължава да работи по боливийско-парагвайския проблем, Сааведра Ламас не забравя и за другите направления на международната политика. През 1920 г. Аржентина напуска Обществото на народите. Сааведра Ламас убеждава своето правителство да се върне в Обществото през 1933 г., а след една година огласява пред международната общност своя Антивоенен пакт. По това време пактът е подписан от единадесет европейски страни.
Американският президент Франклин Д. Рузвелт смята Сааведра Ламас за способен държавен деец и водеща фигура в латиноамериканската политика. В средата на 30-те години Рузвелт му предлага да си сътрудничат за провеждане на политика на добросъседство в Латинска Америка. Въпреки своето предпазливо отношение към САЩ, които не един път осъществяват военна намеса в Латинска Америка, Сааведра Ламас започва да играе активна роля в Пан-американския съюз, организация, чиято цел е да постигне сътрудничество между американските държави.
През 1935 г., като преминава през редица възможности за решение на боливийско-парагвайския проблем, Сааведра Ламас се опитва да използва възможностите на Антивоенния пакт, подписан от двете страни, но нератифициран нито от едната, нито от другата. Той призовава шест неутрални американски страни – Бразилия, Чили, Перу, Уругвай, Аржентина и САЩ – да създадат примирителна комисия, в рамките на която участниците в конфликта да преговарят. Благодарение на комисията, на 12 юли същата година, е сключено боливийско-парагвайско съглашение. Една година по-късно Сааведра Ламас става председател на Асамблеята на Обществото на народите.
През 1936 г. Сааведра Ламас получава Нобеловата награда за мир. Критичните забележки за това, че му е присъдена Нобелова награда, са по повод на тесните му връзки с диктатора Хусто. Освен това през 1935 г. той приема Железен кръст от хитлеристкото правителство.

## Следващи години (1938 – 1959)
През 1938 г. Сааведра Ламас излиза в оставка и се връща към своята академична дейност. От 1941 до 1943 г. е президент на университета в Буенос Айрес и до 1946 г. професор.
Умира в Буенос Айрес след кръвоизлив в мозъка на 80-годишна възраст на 5 май 1959 година.